# Ronnie Ray Smith
Pour les articles homonymes, voir Ronald Smith (homonymie), Ray et Smith.
Ronald Ray « Ronnie Ray » Smith , né le 28 mars 1949 à Los Angeles et mort le 31 mars 2013 dans la même ville, est un athlète américain, vainqueur de la médaille d'or du relais 4 × 100 mètres aux Jeux olympiques d'été de 1968.

## Biographie
Aux championnats des États-Unis de 1968 (Night of Speed), à Sacramento, Smith égale en demi-finale le record du monde du 100 m de Jim Hines et Charles Greene, avec un chronométrage manuel de 9 s 9.
Aux Jeux olympiques d'été de 1968, en position de troisième relayeur, il remporte le titre du relais 4 × 100 m en compagnie de Charles Greene, Melvin Pender et Jim Hines. L'équipe américaine établit à cette occasion un nouveau record du monde en 38 s 2 (38 s 24).

### Palmarès
| Date | Compétition     | Lieu   | Résultat | Épreuve   | Temps        |
| ---- | --------------- | ------ | -------- | --------- | ------------ |
| 1968 | Jeux olympiques | Mexico | 1er      | 4 × 100 m | 38 s 24 (RM) |

### Records
| Épreuve   | Temps | Lieu | Date |
| --------- | ----- | ---- | ---- |
| 100 yards | 9 s 3 |      | 1969 |
| 100 m     | 9 s 9 |      | 1968 |